# Anna Nergårdh
Anna Karin Nergårdh, född den 19 oktober 1966, är en svensk läkare och statlig utredare. 
Anna Nergårdh är specialist inom både kardiologi och internmedicin. Hon har bland annat varit verksamhetschef vid Södersjukhuset i Stockholm, samt chefläkare och biträdande landstingsdirektör i Stockholms läns landsting.
Anna Nergårdh utsågs i mars 2017 av regeringen till särskild utredare i arbetet med en förändring av sjukvården.
I juni 2024 utsågs hon av regeringen att som utredare analysera och föreslå en ny och stärkt vårdgaranti.
År 2024 valdes hon till ordförande Friluftsfrämjandet.